# Tiago Çukur
Q
Tiago Çukur, né le 30 novembre 2002 à Amsterdam, est un footballeur international turc qui joue au poste d'avant-centre au Fatih Karagümrük.

## Biographie

### Carrière en club
Né à Amsterdam, Çukur est passé par les centres de formation du Feyenoord et l'AZ Alkmaar, avant de signer pour Watford en janvier 2021, alors qu'il est libre de tout contrat,,.
Il est prêté aux Doncaster Rovers en juillet 2021, pour la saison 2021-22 de League One. Auteur d'un but remarqué le 2 octobre 2021, offrant la victoire 2-1 aux siens dans les dernières minutes d'un match de championnat contre le MK Dons ; Çukur entre régulièrement en jeu avec le club de Doncaster, cumulant 26 apparitions au 11 janvier 2022, date à laquelle il est rappelé à Watford, pour jouer avec l'équipe réserve et connaitre ses premières apparitions dans le groupe professionnel en Premier League,.

### Carrière en sélection
Déjà international turc en équipes de jeunes, avec les moins de 17 ans et les espoirs, Çukur est convoqué pour la première fois en équipe senior par Stefan Kuntz en mai 2022,,.
Il fait ses débuts avec l'équipe de Turquie  le 14 juin 2022, remplaçant Cengiz Ünder, lors d'une victoire 2-0 contre la Lituanie en Ligue des nations,.